# Párizsi maraton

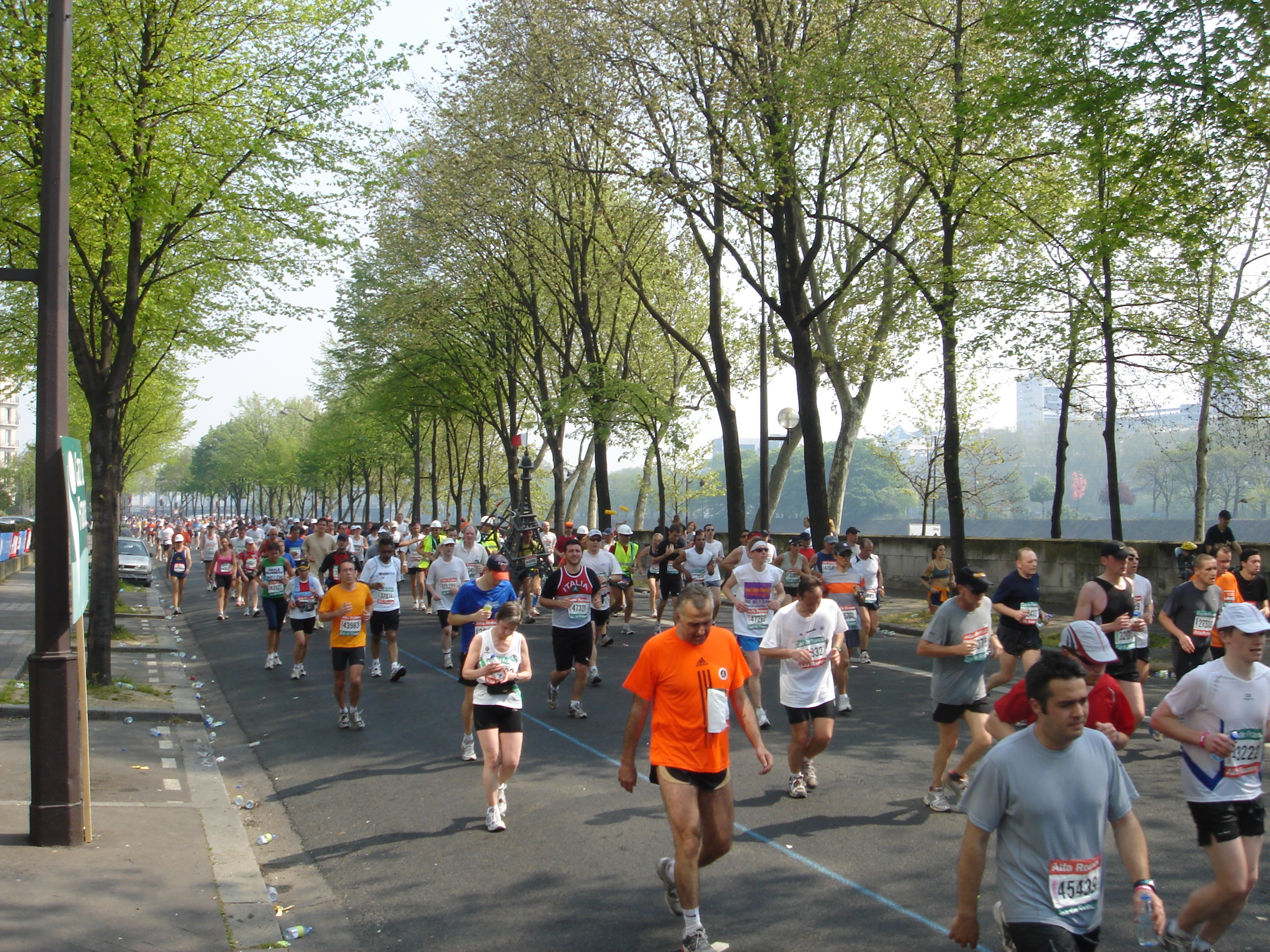
Fáradt amatőrök a Szajna-parton, a 2007-es versenyen

A párizsi maraton (Marathon de Paris) éves rendszerességgel szervezett utcai futóverseny, amelynek útvonala Párizs legnevezetesebb részein vezet keresztül, a Champs-Élysées-től a Concorde téren át, a Szajna-parton, a cél pedig a Foch Avenue-n van. A táv a szabványos 42,195 km. A nagy európai városi maratoni versenyek között, a londoni és a berlini maraton mellett, egyike a legnépszerűbb rendezvényeknek.

## Történet
Az első versenyt még 1896. július 19-én rendezték, mindössze 191 résztvevővel. Szervezője Pierre Giffard, a Petit Journal című lap főszerkesztője volt (ő szervezte a világ első autóversenyét is Párizs és Rouen között 1894-ben), akinek szándéka ezzel az olimpiai eszme hirdetése volt. A táv 40 kilométer volt (ekkor még nem alakult ki a végleges olimpiai táv), és a versenyt a brit Len Hurst nyerte, de érmet kapott minden olyan futó, aki legalább 4 óra alatt teljesítette a távot. A folytatás ekkor elmaradt, a versenyt 1976-ban indították újra férfiak számára, majd 1979-ben a nők is bekapcsolódtak. A párizsi futás tavaszi verseny, a versenynaptárban minden év márciusában szerepel egy szombati napon. Az első versenyek viszonylagos érdektelensége után lassan fokozódott az érdeklődés, és napjainkban már a vezető futóversenyek között tartják számon, és a nagy érdeklődés miatt a résztvevők létszámát limitálni kellett 37 000 főben. 2006-ban, a verseny 30. évfordulóján, a szervezők különleges ajándékkal kedveskedtek a résztvevőknek: minden célba érkező futó egy emlékérmet kapott. A futók ellátása igen bőséges: minden 5 kilométernél frissítő állomásokat állítanak fel, ahol vizet, vizes szivacsot, narancsot, banánt lehet „vételezni” (a profi futóknak természetesen külön frissítő helyeik vannak).
A versenynek több nevezetes versenyzője is van, de számunkra a legfontosabb Nagy Judit (később Földingné Nagy Judit) 1995-ös győzelme, valamint Szűcs Csaba 1993-as 8. helye, ekkor futotta a máig élő magyar maratoni országos csúcsot (2:12:10). A sorozat leggyorsabb futója 2014-ben az etióp Kenenisa Bekele volt, aki 2:05:04-es idővel vezeti a rangsort, a futónőknél pedig a kenyai  Rionoripo Purity volt a leggyorsabb 2017-ben, eredménye 2:20:55 volt.

## Útvonal
A futóverseny útvonala érinti Párizs nevezetességeit, így a versenynek idegenforgalmi jelentősége is van. A rajt a Champs-Élysées-n a diadalív közelében van, innen keleti irányban indulnak, tesznek egy kanyart a Concord téren, majd a Rue de Rivolin futnak tovább. 5,8 km-nél érik el a Bastille teret. A Rue du Faubourg Saint-Antoine-on haladnak tovább, átmennek a Place de la Nation-on, és a Porte de Vincennes-nél déli irányba fordulnak. A Boulevard Soult-on futnak a Porte Dorée-ig, majd befutnak a Bois de Vincennes-be. A parkot gyakorlatilag megkerülve visszafordulnak a belváros irányába, az Avenue Daumesnil és a Boulevard Henri IV után kiérnek a Szajna partjához, és ezután hosszasan itt futnak a Georges Pompidou rakparton, miközben a hidak feljárói alatti aluljárók szintemelkedéseit kell leküzdeniük. Ismét elfutnak a Tuileriák mellett, de most a Szajna felőli oldalon. A rakpartról a 32. km körül térnek le, majd 35 km-nél befutnak a Bois de Bouloogne-ba, ahonnan röviddel a cél előtt, a Porte Dauphine' után térnek rá az Avenue Foch-ra, itt van a befutó.

## A versenysorozat győztesei
| Év   | Férfiak                              | Férfiak                              | Férfiak                              | Nők                                  | Nők                                  | Nők                                  |
| 1896 | Len Hurst                            | Nagy-Britannia                       | 2:31:30                              |                                      |                                      |                                      |
| 1976 | Jean-Pierre Eudier                   | Franciaország                        | 2:20:58                              |                                      |                                      |                                      |
| 1977 | Gérard Métayer                       | Franciaország                        | 2:30:41                              |                                      |                                      |                                      |
| 1978 | Gilbert Coutant                      | Franciaország                        | 2:34:55                              |                                      |                                      |                                      |
| 1979 | Fernand Kolbeck                      | Franciaország                        | 2:18:53                              | Vreno Forster                        | Svájc                                | 2:51:14                              |
| 1980 | Sylvain Cacciatore                   | Franciaország                        | 2:25:50                              | Gillian Adams                        | Nagy-Britannia                       | 2:49:42                              |
| 1981 | Dave Cannon Ron Tabb                 | Nagy-Britannia · USA                 | 2:11:44                              | Chantal Langlace                     | Franciaország                        | 2:48:24                              |
| 1982 | Ian Thompson                         | Nagy-Britannia                       | 2:14:07                              | Anne Marie Cienka                    | Franciaország                        | 2:56:14                              |
| 1983 | Jacky Boxberger                      | Franciaország                        | 2:12:38                              | Jacqueline Courtade                  | Franciaország                        | 2:58:14                              |
| 1984 | Ahmed Salah                          | Dzsibuti                             | 2:11:58                              | Sylviane Levesque                    | Franciaország                        | 2:38:20                              |
| 1984 | Külön női verseny:                   | Külön női verseny:                   | Külön női verseny:                   | Lorrain Moller                       | Új-Zéland                            | 2:32:44                              |
| 1985 | Jacky Boxberger                      | Franciaország                        | 2:10:49                              | Maureen Hurst                        | Nagy-Britannia                       | 2:43:31                              |
| 1986 | Ahmed Salah                          | Dzsibuti                             | 2:12:44                              | Maria Lelut Rebelo                   | Franciaország                        | 2:32:16                              |
| 1987 | Abebe Mekonnen                       | Etiópia                              | 2:11:09                              | Héléna Cobos                         | Spanyolország                        | 2:34:47                              |
| 1988 | Manuel Matias                        | Portugália                           | 2:13:53                              | Aurora Cunha                         | Portugália                           | 2:34:56                              |
| 1989 | Steve Brace                          | Nagy-Britannia                       | 2:13:03                              | Kodzsima Kazue                       | Japán                                | 2:29:23                              |
| 1990 | Steve Brace                          | Nagy-Britannia                       | 2:13:10                              | Jamamoto Jisiko                      | Japán                                | 2:35:11                              |
| 1992 | Luis Soares                          | Franciaország                        | 2:10:03                              | Tatjana Tyitova                      | Oroszország                          | 2:31:12                              |
| 1993 | Leszek Beblo                         | Lengyelország                        | 2:10:46                              | Josida Micujo                        | Japán                                | 2:29:16                              |
| 1994 | Saïd Er Mili                         | Franciaország                        | 2:10:56                              | Tanigava Mari                        | Japán                                | 2:27:55                              |
| 1995 | Domingo Castro                       | Portugália                           | 2:10:06                              | Nagy Judit                           | Magyarország                         | 2:31:43                              |
| 1996 | Henrique Chrisostomo                 | Spanyolország                        | 2:12:18                              | Alina Tecuta                         | Románia                              | 2:29:32                              |
| 1997 | John Kemboi                          | Kenya                                | 2:10:14                              | Helena Razdrogina                    | Oroszország                          | 2:29:10                              |
| 1998 | Jackson Kabiga                       | Kenya                                | 2:09:37                              | Nicole Caroll                        | Ausztrália                           | 2:27:06                              |
| 1999 | Julius Rutto                         | Kenya                                | 2:08:10                              | Cristina Costea                      | Románia                              | 2:26:11                              |
| 2000 | Mohamed Ouaadi                       | Franciaország                        | 2:08:49                              | Marleen Renders                      | Belgium                              | 2:24:43                              |
| 2001 | Simon Biwott                         | Kenya                                | 2:09:43                              | Florence Barsosio                    | Kenya                                | 2:27:53                              |
| 2002 | Benoit Zwierzchlewski                | Franciaország                        | 2:08:18                              | Marleen Renders                      | Belgium                              | 2:23:05                              |
| 2003 | Mike Rotich                          | Kenya                                | 2:06:33                              | Béatrice Omwanza                     | Kenya                                | 2:27:43                              |
| 2004 | Ambesa Tolosa                        | Etiópia                              | 2:08:56                              | Salina Kosgei                        | Kenya                                | 2:24:32                              |
| 2005 | Salim Kipsang                        | Etiópia                              | 2:08:04                              | Lidija Grigorjeva                    | Oroszország                          | 2:27:01                              |
| 2006 | Gashaw Melese                        | Etiópia                              | 2:08:03                              | Irina Tyimofejeva                    | Oroszország                          | 2:27:22                              |
| 2007 | Mubarak Shami                        | Katar                                | 2:07:17                              | Tafa Magarsa                         | Etiópia                              | 2:25:06                              |
| 2008 | Tsegaye Kebede                       | Etiópia                              | 2:06:37                              | Martha Komu                          | Kenya                                | 2:25:29                              |
| 2009 | Vincent Kipruto                      | Kenya                                | 2:05:47                              | Atsede Baysa                         | Etiópia                              | 2:24:42                              |
| 2010 | Tadesse Tola                         | Etiópia                              | 2:06:41                              | Atsede Baysa                         | Etiópia                              | 2:22:04                              |
| 2011 | Benjamin Kiptoo                      | Kenya                                | 2:06:30                              | Priscah Jeptoo                       | Kenya                                | 2:22:52                              |
| 2012 | Stanley Biwott                       | Kenya                                | 2:05:11                              | Tirfi Beyene                         | Etiópia                              | 2:21:39                              |
| 2013 | Peter Some                           | Kenya                                | 2:05:38                              | Feyse Tadese                         | Etiópia                              | 2:21:06                              |
| 2014 | Kenenisa Bekele                      | Etiópia                              | 2:05:04                              | Flomena Cheyech                      | Kenya                                | 2:22:44                              |
| 2015 | Mark Korir                           | Kenya                                | 2:05:49                              | Meseret Mengistu                     | Etiópia                              | 2:23:26                              |
| 2016 | Cyprian Kotut                        | Kenya                                | 2:07:11                              | Visiline Jepkesho                    | Kenya                                | 2:25:53                              |
| 2017 | Paul Lonyangata                      | Kenya                                | 2:06:10                              | Purity Rionoripo                     | Kenya                                | 2:20:55                              |
| 2018 | Paul Lonyangata                      | Kenya                                | 2:06:25                              | Betsy Saina                          | Kenya                                | 2:22:56                              |
| 2019 | Abrha Milaw                          | Etiópia                              | 2:07:05                              | Gelete Burka                         | Etiópia                              | 2:22:47                              |
| 2020 | A koronavírus járvány miatt elmaradt | A koronavírus járvány miatt elmaradt | A koronavírus járvány miatt elmaradt | A koronavírus járvány miatt elmaradt | A koronavírus járvány miatt elmaradt | A koronavírus járvány miatt elmaradt |
| 2021 | Elisha Rotich                        | Kenya                                | 2:04:21                              | Tigist Memuye                        | Etiópia                              | 2:26:11                              |
| 2022 | Deso Gelmisa                         | Etiópia                              | 2:05:07                              | Judith Korir                         | Kenya                                | 2:19:48                              |
| 2023 | Abeje Ayana                          | Etiópia                              | 2:07:15                              | Helah Kiprop                         | Kenya                                | 2:23:19                              |
| 2024 | Mulugeta Uma                         | Etiópia                              | 2:05:33                              | Mestawut Fikir                       | Etiópia                              | 2:20:45                              |